# Latina (Madryt)
Latina – jest jednym z 21 dystryktów wchodzących w skład Madrytu, położona w południowo-zachodniej części miasta. Dzielnica została włączona w 1845 r. do Madrytu, zaś jej początki sięgają okresu czwartorzędu. Przez dystrykt przepływa kilka mniejszych rzek, będących dopływami Manzanares m.in.: Luche czy Caño Roto. Znajdują się tu cztery stacje kolei podmiejskiej Cercanías i przebiegają tędy dwie linie metra. 

## Podział administracyjny
Latina dzieli się administracyjnie na 7 dzielnic (hiszp. barrios):
- Los Cármenes
- Puerta del Ángel
- Lucero
- Aluche
- Campamento
- Cuatro Vientos
- Las Águilas